# اصغر باقریان
مهندس اصغر باقریان (زادهٔ ۱۳۴۱ در محله سرارود مبارکه اصفهان) از مدیران ورزشی ایران می‌باشد. 

در سال ۱۳۹۴ در پی اختلاف نظری که بین مهرزاد خلیلیان و هیئت مدیره این باشگاه اصفهانی به وجود آمد، جایگزین خلیلیان شد. باقریان یازدهمین مدیرعامل باشگاه سپاهان بود
در تاریخ ۲۰ مهر ۱۳۹۵ و پس از قبول استعفای اصغر باقریان از مدیرعاملی باشگاه سپاهان، محسن طاهری به عنوان مدیر عامل جدید سپاهان معرفی شد.
اصغر باقریان که به نوعی بنیانگذار باشگاه فوتبال فولاد خوزستان به حساب می‌آید، در دوره‌ای نیز به عنوان قائم مقام باشگاه پرسپولیس با اکبر غمخوار کار کرده‌است. این مدیر فوتبالی که از سال ۱۳۷۲ تا ۱۳۷۸ مدیرکل تربیت بدنی استان خوزستان بوده‌است، با خرید یک جای بازیکنان تیم جوانان استقلال اهواز و انتقال این بازیکنان به فولاد نسل تازه‌ای از ستارگان فوتبال را برای فوتبال خوزستان به ارمغان آورد که حسین کعبی، ایمان مبعلی، ناجی بداوی، میثم سلیمانی و … از چهره‌های شاخص آن نسل محسوب می‌شوند.